# Pandora’s Piñata
Pandora’s Piñata (с англ. «Пиньята Пандоры») — третий студийный альбом шведской авангард-метал-группы Diablo Swing Orchestra, выпущен 14 мая 2012 года лейблом Candlelight Records в Европе и 22 мая лейблом Sensory Records в Северной Америке. Онлайн издание Metal Temple поставило альбому наивысшую оценку — 10 баллов из 10 возможных. На песню «Black Box Messiah» был снят клип, срежиссированный Класом Ертбергом.

## Список композиций
| №                   | Название                           | Длительность |
| ------------------- | ---------------------------------- | ------------ |
| 1.                  | «Voodoo Mon Amour»                 | 4:31         |
| 2.                  | «Guerrilla Laments»                | 4:55         |
| 3.                  | «Kevlar Sweethearts»               | 4:24         |
| 4.                  | «How to Organize a Lynch Mob»      | 0:53         |
| 5.                  | «Black Box Messiah»                | 2:57         |
| 6.                  | «Exit Strategy of a Wrecking Ball» | 6:01         |
| 7.                  | «Aurora»                           | 5:05         |
| 8.                  | «Mass Rapture»                     | 6:03         |
| 9.                  | «Honey Trap Aftermath»             | 4:15         |
| 10.                 | «Of Kali Ma Calibre»               | 4:25         |
| 11.                 | «Justice for Saint Mary»           | 8:17         |
| Общая длительность: | Общая длительность:                | 51:46        |

## Участники записи
| Diablo Swing Orchestra - Аннлуисе Лёгдлунд (швед. Annlouice Lögdlund) — вокал - Даниель Хоканссон (швед. Daniel Håkansson) — гитара, вокал - Понтус Мантефорс (швед. Pontus Mantefors) — гитара, синтезатор, звуковые эффекты, вокал - Андерс Юханссон (швед. Anders Johansson) — бас - Йоханнес Бергион (швед. Johannes Bergion) — виолончель, бэк-вокал - Даниель Хедин (швед. Daniel Hedin) — тромбон, бэк-вокал - Мартин Исакссон (швед. Martin Isaksson) — труба, бэк-вокал | |
| Приглашённые музыканты - Микаэль Карльквист (швед. Michael Carlqvist) — контрабас - Диана Левтак (швед. Diana Lewtak) — скрипка - Эрика Рисингер (швед. Erika Risinger) — скрипка, альт - Эмилиа Вареборн (швед. Emilia Wareborn) — альт - Элизабет Янссон (швед. Elisabeth Jansson) — валторна - Виктор Линд (швед. Wictor Lind) — литавры, перкуссия - Анна Меландер (швед. Anna Melander) — флейта - Оскар Реутер (швед. Oskar Reuter) — мандолина - Лусю Ругмар (швед. Lucy Rugman) — кларнет - Екатерина Скиданова (швед. Ekaterina Skidanova) — гобой - Пер Гуннар Юлиуссон (швед. Per Gunnar Juliusson) — аранжировка | Технический персонал - Роберто Лаги (швед. Roberto Laghi) — продюсирование, звукоинженер - Понтус Мантефорс — звукоинженер - Роберт Веллерфорд (швед. Robert Wellerford) — звукоинженер (ударные) Оформление - Андерс Юханссон — арт-директор - Петер Бергтинг (швед. Peter Bergting) — иллюстрации |